# ديريل ميتشيل
ديريل ميتشيل (بالإنجليزية: Derrell Mitchell)‏ هو لاعب كرة قدم أمريكية ولاعب كرة قدم كندية أمريكي، ولد في 16 سبتمبر 1971 في ميامي في الولايات المتحدة.